# Scordalus femoratus
Scordalus femoratus is een vliegensoort uit de familie van de Helosciomyzidae. De wetenschappelijke naam van de soort is voor het eerst geldig gepubliceerd in 1928 door Tonnoir & Malloch als Helosciomyza femoratus . De soort is in 1981 door Barnes ingedeeld bij het geslacht Dasysciomyza.